# Halominniza aegyptiacum
Halominniza aegyptiacum är en spindeldjursart som först beskrevs av Edvard Ellingsen 1910.  Halominniza aegyptiacum ingår i släktet Halominniza och familjen Olpiidae.

## Underarter
Arten delas in i följande underarter:
- H. a. aegyptiacum
- H. a. litorale